# 笨蛋面
笨蛋面是马来西亚马六甲州的一种地方小吃，面食以黄面搭配豆芽，再配上自制的参巴辣椒酱。

## 名称来源
笨蛋面源自马六甲市东街纳一家名为「Hassan Mee Bodoh」的面摊，但为何取名笨蛋面则不明。

## 简介
笨蛋面与马来西亚各地常见的马来炒面（Mee Goreng）相差无几，炒面材料有用辣椒油煎的荷包蛋、豆芽和黄瓜，但特点是自制参巴辣椒酱的辣度因人而异（黄瓜与参巴辣椒酱可以按照自己想要的份量加）。